# Guillaume Lekeu

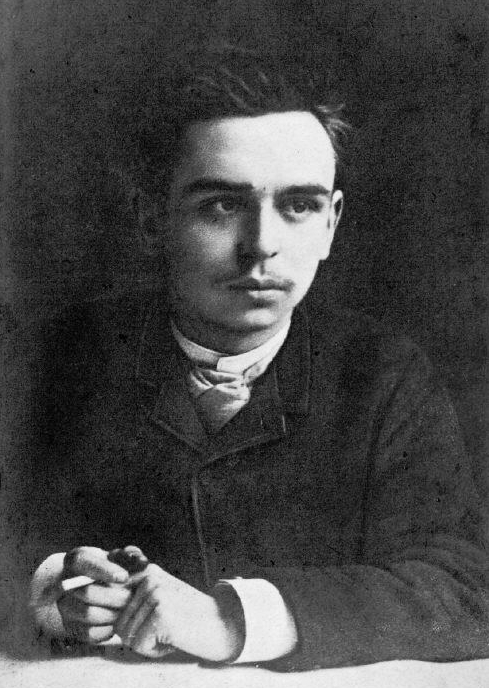
Guillaume Lekeu, omkring 1886.

Guillaume Lekeu, född 20 januari 1870, död 21 januari 1894, var en belgisk kompositör.
Lekeu av elev till César Franck och Vincent d'Indy, komponerade kammarmusik (varav en del efter Lekeus tidiga död fullbordades av d'Indy), fantasier för orkester över belgiska folkmelodier, Chant lyrique för kör och orkester, Chant de triomphale délivrance för orkester med mera. Lekeu var en av de främsta representanterna för den franska musikaliska stilen i Belgien.